# Nostalgia (roman)
Nostalgia este un roman al scriitorului român Mircea Cărtărescu. A apărut pentru prima dată în 1989 sub denumirea de Visul, la Editura Cartea Românească, după ce fusese maltratat de cenzori, și a apărut în forma sa completă ca Nostalgia, în 1993, la Humanitas. Ulterior, romanul a fost tradus în franceză, germană, maghiară, spaniolă și în alte limbi și a fost nominalizat la premii literare din întreaga Europă. În 2005, romanul a fost tradus în engleză de Julian Semilian și publicat de New Directions.

## Rezumat
Prima secțiune, care funcționează ca prolog, înfățișează lumea unui București antebelic, povestită de un autor îmbătrânit și potențial muribund, care se centra în același timp pe povestea improbabilă și explicit imposibilă a unui tânăr fără adăpost care servește drept centru obstinat al jocurilor în mod progresiv din ce în ce mai absurde, care se văd populate în mod progresiv de clasa superioară bogată a capitalei.
A doua parte dă viață unui univers al copiilor prin intermediul unui stil de scriere puternic influențat de realismul magic, care se centrează pe un mesia prepubescent care își pierde puterile magice pe măsură ce săvârșește minuni pentru tinerii săi adepți. Are o faimoasă scenă care îl face pe cititor să se simtă ca un voyeur în lumea lui Proust atunci când protagonistul cade într-o „nostalgie insuportabilă” datorita unei brichete roz strălucitoare.
A treia secțiune constituie o explorare a punctului culminant al iubirii romantice dintre doi adolescenți, care culminează cu interschimbarea de suflete după ce și-au petrecut prima noapte împreună.
Ultima secțiune a părții principale a acestei cărți se centrează pe Nana, o femeie de vârstă mijlocie care se trezește implicată într-o aventură cu un student, precum și cu amintirile ei de pe când avea 12 ani, de pe când a fost vizitată de către un cuplu mamă și copil cu schelete uriașe.
Ultima parte a acestui roman se centrează pe un bărbat care este obsedat de claxonul mașinii sale, obsesie ale cărei repercusiuni în cele din urmă ii scapă de sub control. Ultima parte a părții centrale a cărții

## Recepție
În introducerea ediției New Directions a traducerii în limba engleză, Andrei Codrescu, scriitor, critic și prezentator National Public Radio (Statele Unite), a descris cartea drept o introducere la „un scriitor care a avut întotdeauna un loc rezervat într-o constelație care-i include pe frații Grimm, E.T.A Hoffmann, Franz Kafka, Jorge Luis Borges, Bruno Schultz, Julio Cortázar, Gabriel García Márquez, Milan Kundera și Milorad Pavić, pentru a numi doar câțiva.”
Laura Savu a scris despre Cărtărescu în World Literature Today: „Fervoarea lui intelectuală, jocul lingvistic orbitor și proza viscerală... ating adesea un nerv cultural”.